# Aleksandr Ostrovskij
Aleksandr Nikolaevitj Ostrovskij (ryska:  Александр Николаевич Островский), född 12 april 1823 (31 mars g.s.) i Moskva, död 14 juni 1886 (2 juni g.s.) i Sjtjelykovo i guvernementet Kostroma, var en rysk pjäsförfattare. Han räknas som grundläggaren av den ryska inriktningen i världens dramatikhistoria. 

## Biografi
Ostrovskij var son till en advokat vid handelsrätten i Moskva och blev själv anställd där. Efter i förtid avbrutna universitetsstudier uppehöll han en underordnad befattning vid Moskvas handelsdomstol och fick här intim förtrogenhet med affärslivets villkor och människotyper. Bilder från denna miljö gav han i sitt lilla förstlingsverk Kartina semejnago stjastia ("En bild av familjelycka", 1847). Dess realistiska ansatser fullföljdes i en rad sedeskildrande komedier. 
Mest berömd är Svoj ljudi sostjema ("Släktingar emellan kommer vi överens", 1850), Nev svoj sani ne sadis ("Sätt dig inte i en annan släde - motsvarande svenska uttrycket "skomakare, bliv vid din läst", 1853, Ostrovskijs första pjäs att uppföras), Bjednost ne porok ("Fattigdom är ingen skam", 1854). I Gorza ("Storm", 1860) fördjupas sedesskildringen och samhällskritiken till en gripande tragedi. 
Under 1860-talet vände sig Ostrovskij från samtidsskildringen och skrev historiska krönikespel, främst bojardramat Vasilia Melentjeva (1868) men återvände snart till sina tidigare motiv. Bäst bland hans senare rika produktion är Bjesjenija denjgi ("Galna pengar", 1870), Ljes ("Skogen", 1871; dansk översättning Paa Herregaarden av Thor Lange 1904) och Volki i ovtsi ("Vargar och får", 1875). 
Under Alexander II:s liberala regim fick Ostrovskij en gynnad ställning och åtnjöt statspension. 1885 blev han chef för kejserliga teatern i Moskva. Ostrovskijs dramatik kännetecknas av en rätt tung, episk teknik, som dock genom en säker miljö- och typskildring blivit i hög grad effektfull. I senare tid kom hans pjäser att tjäna som regiunderlag bland annat för Sergej Eisenstein.

## På svenska
- Belougins giftermål: komedi i 5 akter (anonym översättning?, Helsingfors, 1883)
- Ovädret: drama i sex scener (översättning Nils Åke Nilsson, radiobearbetning Olof Molander, Radiotjänst, 1946) (Groza)
- Skogen: komedi (otryckt översättning av Ellen Rydelius för Scebstudion 1950-tal?) (Les)
- En skojares dagbok (otryckt översättning av Astrid Baecklund och Herbert Grevenius för Folkets parkers centralstyrelse 1957)
- Ovädret (otryckt översättning av Jan Håkansson 1964?) (Groza)
- Konkurs: komedi i fyra akter (otryckt översättning av Staffan Skott för Helsingborgs stadsteater 1987) (Bankrut)
- Skogen (otryckt översättning av Kristina Rotkirch, bearbetning Joakim Groth för Kungliga Dramatiska teatern 2001) (Les)

"I Sverige har bl.a. uppförts Oväder, 1860; En skojares dagbok, 1868; Skogen, 1872; Vargar och lamm, 1875." (Litteraturhandboken, 1983)
"På svenska finnas ... utdrag ur 'Den falske Dmitri' och 'Vasili Schujski' i C. M. Lindforss' 'Stycken ur Rysslands nyaste hist. drama' (i 'Finsk tidskr.', 1880)." (Nordisk familjebok, Uggleupplagan)